# Claus Peter Ortlieb
Claus Peter Ortlieb, född 1 maj 1947 i Reinbek, död 15 september 2019, var en tysk matematiker, arbetskritiker och samhällskritisk författare och redaktör för tidskriften EXIT!.

## Liv och verk
Claus Peter Ortlieb föddes 1947 som son till universitetsläraren Heinz-Dietrich Ortlieb och hans hustru Anneliese (född Witt) i Reinbek i distriktet Stormarn.
Ortlieb studerade matematik vid Hamburgs universitet där han avlade sin doktorsexamen 1976 med Lothar Collatz och undervisade där som professor på matematikfakulteten från 1985 till 2011.
Utöver sin matematiska forskning drev Ortlieb vetenskapskritiska och vetenskapsteoretiska resonemang kring problemen med matematisk modellering särskilt inom biologi och makroekonomi. Dessutom var han redaktör för den värdekritiska tidskriften EXIT! och skrev samhällskritiska artiklar i tidskriftenKonkret.
Ortlieb dog oväntat i september 2019 vid 72 års ålder och begravdes på Hamburgs Ohlsdorf-kyrkogård.

## Citat
Om modellering: "Om vi antar att verkligheten följer matematiska lagar försöker vi hitta den matematiska struktur och regelbundenhet som bäst passar ihop med kontrollerade observationer. Det är uppenbart att detta fungerar på många områden, men det betyder inte att det underliggande antagandet är korrekt. Omvänt blir det avgörande: Genom att välja en viss uppsättning instrument - de exakta vetenskaperna - fokuserar och begränsar vi oss till kunskap om de aspekter av verkligheten som kan fångas av denna uppsättning instrument. Och det finns inget som tyder på att detta redan är hela verkligheten eller att det någonsin skulle kunna bli så."
Om de matematiska lagarna: "I upplysningens 'manlighet' betraktas de lagar som uttrycks i tal och andra matematiska former definitivt som en egenskap hos naturen; kunskapsämnet framstår inte längre som ett objekt för en avvecklad metafysik, och sådana fina distinktioner som de mellan experiment och observation är ändå bättre att lämna bort; de stör bara. Det är denna slarvighet som gör att den matematisk-vetenskapliga metoden utan tvekan kan anses lämplig för områden som ekonomi, där experiment inte är möjliga. Och överskattningen av metoden, som inte förstås, leder till att alla frågor som inte kan hanteras med metoden utplånas, eller att de förpassas till mänsklighetens irrelevanta "barndom."
Om neoklassisk ekonomisk teoribildning: "Åtminstone när det gäller den neoklassiska doktrinen måste man nog snarare tala om en vetenskapligt förklädd ideologi. När jag läser läroböcker i ekonomi finner jag regelbundet att den kapitalistiska ekonomins verklighet inte alls återspeglas. Istället hälls deras egna ideologiska fördomar in i matematiska modeller och dessa läggs helt enkelt på verkligheten. På detta sätt har dock ekonomins ämne i slutändan övergivit sitt objekt och har strängt taget förlorat sin vetenskapliga status."
Om kapitalismens kris: "På ett eller annat sätt har det kapitalistiska produktionssättet genom sin tvångsmässiga dynamik fört sig självt till slutet av sina utvecklingsmöjligheter. Världssamhället står därför inför alternativet att antingen gå under med det, eller att göra sig av med den abstrakta rikedomens begränsningar och planera sin egen reproduktion enbart enligt materiella kriterier. Då skulle också produktivitetsutvecklingen kunna återfå sin oskuld: Å ena sidan behöver inte alla möjliga produktivitetsökningar genomföras tvångsmässigt, för det är trots allt inte alla aktiviteter som blir trevligare genom att de utförs snabbare. Å andra sidan kan den faktiskt användas för att underlätta människans liv."

## Publikationer

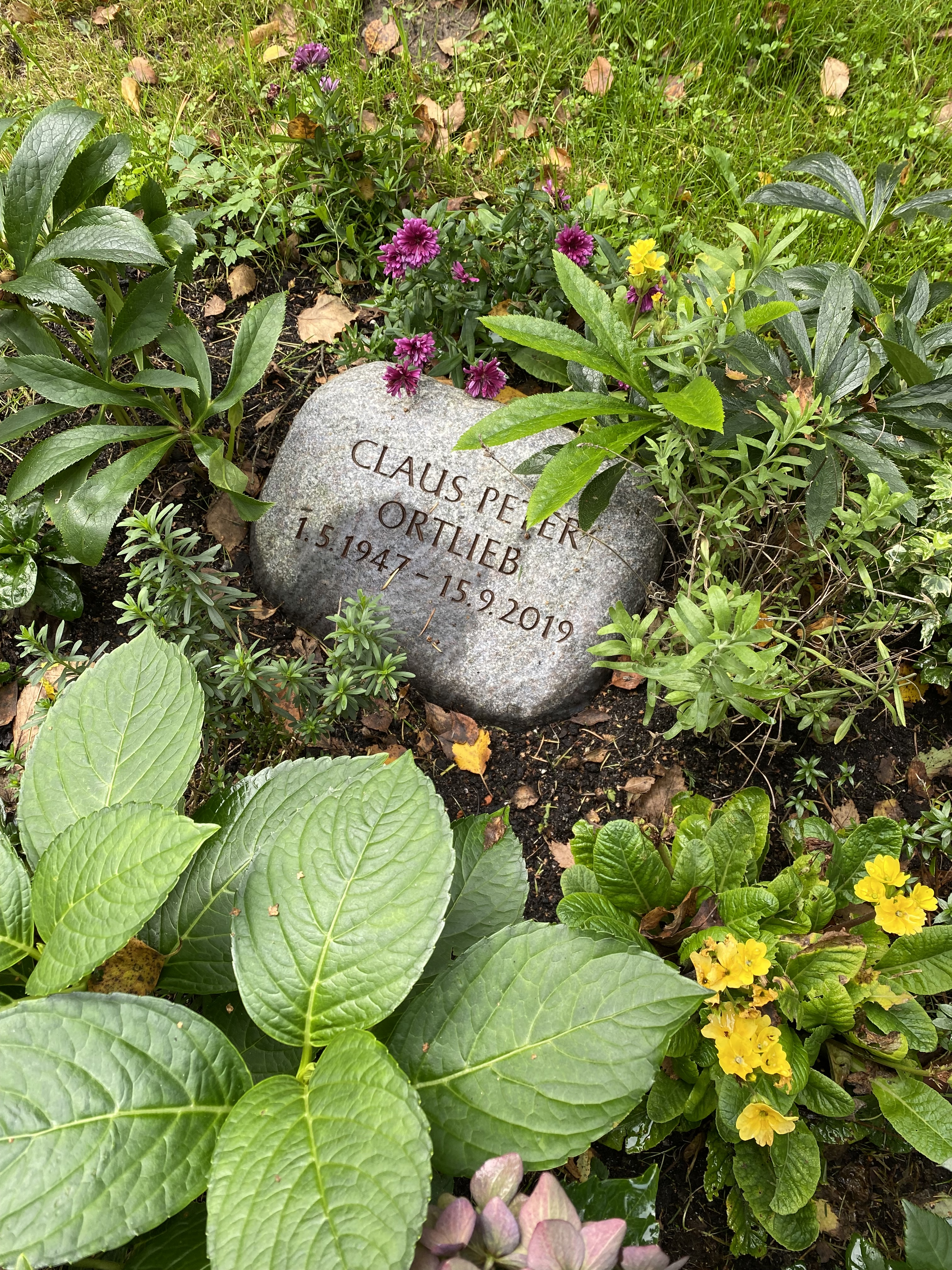
Ortliebs grav.

- Robert Kurz, Weltkrise und Ignoranz: Kapitalismus im Niedergang.. Redigerad tillsammans med Roswitha Scholz. utgåva TIAMAT, 5 mars 2013. ISBN 3-89320-173-4.
- Arbeitszwang und Arbeitsethos - 2012
- Zur Kritik des modernen Fetischismus. Gesammelte Texte von Claus Peter Ortlieb 1997–2015. Schmetterling Verlag, Reihe: Black books, Stuttgart 2019, ISBN 3-89657-174-5.
- Zusammen mit Caroline v. Dresky, Ingenuin Gasser und Silke Günzel: Mathematische Modellierung. Eine Einführung in zwölf Fallstudien. 2. Aufl., Springer Spektrum, Wiesbaden 2013, ISBN 3-658-00534-3.

### Bidrag till antologier (urval)
- Heinrich Hertz und das Konzept des Mathematischen Modells. In: Gudrun Wolfschmidt (Hrsg.) (2008): Heinrich Hertz (1857–1894) and the Development of Communication – Proceedings of the International Scientific Symposium in Hamburg. Oct., 8–12, 2007. Books on Demand, Norderstedt.
- „Wesen der Wirklichkeit“ oder „Mathematikwahn“? In: Mathematik und Gesellschaft: Historische, philosophische und didaktische Perspektiven. Taschenbuch, herausgegeben von Gregor Nickel et al., Springer Spektrum; 1. Aufl. 2018 (14. Mai 2018), ISBN 3-658-16122-1.
- Die verlorene Unschuld der Produktivität. In: Jahrbuch Denknetz 2010. Zu gut für den Kapitalismus. Blockierte Potenziale in einer überforderten Wirtschaft. 12–19, Edition 8, Zürich 2010, ISBN 978-3-85990-162-9.
- Die Zahlen als Medium und Fetisch. In: Jens Schröter, Gregor Schwering, Urs Stäheli (Hrsg.): Media Marx: Ein Handbuch. Transcript Verlag, Bielefeld 2006, Serie Masse und Medium, 4.
- A Contradiction between Matter and Form: On the Significance of the Production of Relative Surplus Value in the Dynamic of Terminal Crisis. In: Neil Larsen, Mathias Nilges, Josh Robinson, Nicholas Brown (Hrsg.): Marxism and the Critique of Value. 77–122, MCM Publishing, Chicago 2014.
- Der prozessierende Widerspruch. Produktion des relativen Mehrwerts und Krisendynamik. In: Gerd Grözinger, Utz-Peter Reich (Hrsg.): Ökonomie und Gesellschaft. Jahrbuch 24, Entfremdung – Ausbeutung – Revolte, Karl Marx neu verhandelt. Metropolis-Verlag, Marburg 2012, ISBN 978-3-89518-941-8.